# Lipińskie (gromada)
Lipińskie (do 30 XII 1961 Kamień Nowy) – dawna gromada, czyli najmniejsza jednostka podziału terytorialnego Polskiej Rzeczypospolitej Ludowej w latach 1954–1972.
Gromady, z gromadzkimi radami narodowymi (GRN) jako organami władzy najniższego stopnia na wsi, funkcjonowały od reformy reorganizującej administrację wiejską przeprowadzonej jesienią 1954 do momentu ich zniesienia z dniem 1 stycznia 1973, tym samym wypierając organizację gminną w latach 1954–1972.
Gromadę Lipińskie z siedzibą GRN w Lipińskich utworzono 31 grudnia 1961 w powiecie gostynińskim w woj. warszawskim w związku z przeniesieniem siedziby GRN gromady Kamień Nowy z Kamienia Nowego do Lipińskich i zmianą nazwy jednostki na gromada Lipińskie; równocześnie, do nowo utworzonej gromady Lipińskie włączono wsie Anatolin, Czesławów, Lwówek i Wola Pacyńska ze zniesionej gromady Lwówek oraz wsie Jadwigów i Topólno ze zniesionej gromady Topólno w tymże powiecie.
Gromada przetrwała do końca 1972 roku, czyli do kolejnej reformy gminnej.